# Jane Leusink
Jane Leusink (Velp, 6 mei 1949) is een Nederlands schrijfster en dichteres. In 2003 ontving ze de C. Buddingh'-prijs voor haar dichtbundel Mos en gladde paadjes. Leusink gaf zes dichtbundels uit: Mos en Gladde Paadjes (2003), Erato (2005), Er is weinig aan de lente veranderd (2008) en Tot alles goed strak staat (2011) Een grazende streep in de lucht (2015) en Kraanvogels (2022).

## Biografie
Jane Leusink woont en werkt in de stad Groningen als dichter en docent aan de Schrijversvakschool Groningen. Haar poëziebesprekingen verschenen op de literaire weblogs Tzum en Ooteoote. Leusink zat in de redactie van Kwam iemand in de tuin vanmiddag (2007), een hommage aan de dichter C.O. Jellema en in die van Wierde van Wierum (2010), ter gelegenheid van de renovatie van een wierde. 
Daarnaast schreef en gaf ze Koken op het Hogeland, een kook- lees- en kijkboek uit dat een prijs kreeg als een van de ‘Best Verzorgde Boeken’ (1999). Voor het culinair-literaire blad Bouillon!-Magazine leverde ze artikelen. Haar gedichten verschenen onder andere in literaire tijdschriften als: Liter, Poëziekrant, Revolver, Het Liegend Konijn, Gedichten in de Prinsentuin. Daarnaast in interviews en bloemlezingen als: Dichtersgesprekken, Marjoleine de Vos, De honderd beste gedichten, Stichting VSB Poëzieprijs (diverse jaren), De Nederlandse poëzie van de 19de t/m de 21ste eeuw in 1000 en enige gedichten, Gerrit Komrij, De Nederlandse poëzie van de twintigste en de eenentwintigste eeuw in 1000 en enige gedichten, Ilja Leonard Pfeijffer. 
Leusink trad op bij poëziefestivals: Dichter aan huis, Het Tuinfeest, Park & Poëzie en Dichters in de Prinsentuin, Explore the North. Als jurylid nam ze deel aan poëziewedstrijden: Doe maar dicht maar, het Belcampo-stipendium en de Hendrik de Vriesprijs. 
Jane Leusink heeft Nederlandse Taal- en Letterkunde en Literatuurwetenschap gestudeerd aan de UvA en kunstgeschiedenis aan de RUG. Ze is werkzaam geweest aan het Spinozalyceum in Amsterdam en de afdeling Cultuurwetenschappen van de Open Universiteit.

## Werken
- Mos en gladde paadjes (2003) Mozaïek, Zoetermeer
- Erato (2005) Mozaïek, Zoetermeer
- Er is weinig aan de lente veranderd (2008) Kleine Uil, Groningen
- Tot alles goed strak staat (2011) Kleine Uil, Groningen
- Een grazende streep in de lucht (2015) Kleine Uil, Groningen
- Kraanvogels (2022) Uitgeverij Nobelman, Groningen
- Koken op het Hogeland (1999) Taal&Tekst, Winsum